# Employed Community Pharmacists in Europe
La asociación de los farmacéuticos empleados de Europa (Employed Community Pharmacists in Europe – EphEU) es la federación central de sindicatos y asociaciones europeos que representan farmacéuticos no propietarios de las farmacias públicas. El objetivo principal de esta asociación es mejorar las condiciones profesionales de los farmacéuticos en toda Europa colaborando en los procesos de legislación. Además la federación central apoya a farmacéuticos que buscan trabajo en uno de los países miembros. En este caso hay que tomar en consideración las diferentes reglamentaciones de los legisladores del país correspondiente. 

## Evolución
El 21 de enero de 2012 los delegados de la Bélgica, Alemania, Francia, Croacia e Austria firmaron los estatutos de la EPhEU. A intervalos regulares se organizan asambleas generales en las cuales participan delegados de todos los países miembros. 

## Miembros fundadores
- ADEXA – El Sindicato de los Farmacéuticos (Alemania)
- VAAOE – La Asociación de los Farmacéuticos Empleados (Austria)
- La sección D de la Cámara de los Farmacéuticos y el Sindicato CFE-CGC Chimie (ambos Francia)
- OPHACO – La Unión de los Cooperativos de las Farmacias (Bélgica)
- La Asociación Farmacéutica (Croacia)

## Estructura organizativa jerárquica
- La presidenta: Mag.pharm. Ulrike Mayer (VAAOE, Austria)
- El vicepresidente: Dr. Serge Caillier (Cámara de los Farmacéuticos sección D para los empleados, Francia)
- El secretario general: Mag.pharm. Raimund Podroschko (VAAOE, Austria)
- La tesorera : Tanja Kratt (ADEXA, Alemania)
- La asesora: Katarina Fehir Šola (Croacia)

## Equipos de trabajo
- Formación y perfeccionamiento
- Particularidades del ejercicio de la profesión en los países de la Unión Europea
- Farmacéuticos extranjeros en los estados de la Unión Europea
- Diferentes reglamentaciones de los horarios de trabajo

## Eventos
El 30 de junio de 2012 tuvo lugar la primera asamblea general en Bruselas con la elección de la junta directiva. Los delegados aprobaron el reglamento interno e isntituyeron varios equipos de trabajo.  
El 5 de abril de 2013 tuvo lugar la segunda asamblea general en París en la cual acogieron la Pharmacists’ Defence Association (PDA) de la Gran Bretaña como miembro nuevo. Los delegados de todas las organizaciones miembras hablaron sobre las directrices previstas de la Unión Europea concernientes a los horarios de trabajo (servicios de urgencias, el límite máximo de horas de trabajo), la calificación por la profesión, las actividades en otros países europeos así como las medidas contra la falsificación de los medicamentos. Al unísono las delegaciones eran de la opinión de que es imprescindible que los farmacéuticos empleados en farmacias públicas en países extranjeros conozcan el idioma nacional. Del mismo modo todos los delegados por unanimidad rechazaron el Opt-out individual del límite máximo de los horarios de trabajo previstos en el contrato laboral. 